# 林木森 (1914年)
林木森（1914年—1991年），男，安徽金寨人，中华人民共和国政治人物，曾任中共湖北省纪委书记，湖北省人大常委会副主任，第五、六届全国人大代表。